# دغل‌دندانان
دغل‌دندانان (نام علمی: Phenacodontidae) یک تیره از لقمه‌ای‌بندان بودند که بین ۶۱ تا ۴۸ میلیون سال پیش در آمریکای شمالی و اروپا زندگی می‌کردند.
این جانوران گیاه‌خوار بودند. گونه‌های کوچک این خانواده به اندازه گربه بوده اما گونه‌هایی به بزرگی گوسفند نیز وجود داشتند.